# Glauchau
Glauchau este un oraș din landul Saxonia, Germania. A fost întemeiat ca o colonie a sorabilor și a worzilor.